# Madeleine Renaud
Lucie Madeleine Renaud (Parigi, 21 febbraio 1900 – Neuilly-sur-Seine, 23 settembre 1994) è stata un'attrice francese.

## Biografia
Recitò sia in teatro che per il cinema fin dagli inizi degli anni venti del secolo scorso. Per 25 anni fu una delle più ammirate primedonne della Comédie-Française.
Dal primo marito Charles Granval (nome d'arte di Charles Louis Gribouval) ebbe un figlio, Jean-Pierre Granval (nome d'arte di Jean-Pierre Charles Gribouval). Entrambi furono anch'essi attori. Insieme al secondo marito Jean-Louis Barrault, nel 1946 formò la compagnia Renaud-Barrault, che in lunghi anni di attività si impose alla critica e al pubblico con numerose tournée all'estero, anche in Italia, per spettacoli di eccezionale interesse artistico e culturale. 
Attrice di grande talento e versatilità, dotata di una perfezione tecnica non comune, affrontò con uguale successo il repertorio classico (Marivaux, Molière) e quello moderno (Franz Kafka, François Mauriac, Henry Millon de Montherlant, Samuel Beckett).
Attiva anche nel cinema, soprattutto nel ventennio 1920-1940, seppe adeguarsi alle esigenze cinematografiche con ottimi risultati.

## Filmografia
- Molière, sa vie, son œuvre, regia di Jacques de Féraudy (1922)
- Vent debout, regia di René Leprince (1922)
- La Terre qui meurt, regia di Jean Choux (1926)
- Jean de la Lune, regia di Jean Choux (1931)
- La Couturière de Luneville, regia di Harry Lachman (1931)
- Serments, regia di Henri Fescourt (1931)
- Mistigri, regia di Harry Lachman (1931)
- La Belle Marinière, regia di Harry Lachman (1932)
- Boubouroche, regia di André Hugon (1933), mediometraggio
- Tunnel (Le Tunnel), regia di Curtis Bernhardt (1933)
- Donna di lusso (Le Voleur), regia di Maurice Tourneur (1933)
- Primerose, regia di René Guissart (1933)
- La Maternelle, regia di Jean-Benoît Lévy (1933)
- La marcia nuziale  (La Marche nuptiale), regia di Mario Bonnard (1934)
- Il giglio insanguinato (Maria Chapdelaine), regia di Julien Duvivier (1934)
- Un soir à la Comédie Française, regia di Léonce Perret (1934), cortometraggio
- Les Petites Alliées, regia di Jean Dréville (1936)
- Les Demi-Vierges, regia di Pierre Caron (1936)
- Elena studentessa in chimica (Hélène), regia di Jean-Benoît Lévy e Marie Epstein (1936)
- Cuor di vagabondo (Cœur de gueux), regia di Jean Epstein (1936)
- Lo strano signor Vittorio (L'Étrange Monsieur Victor), regia di Jean Grémillon (1937)
- Tempesta (Remorques), regia di Jean Grémillon (1941)
- Luce d’estate (Lumière d'été), regia di Jean Grémillon (1942)
- L'Escalier sans fin, regia di Georges Lacombe (1943)
- Il cielo è vostro (Le ciel est à vous), regia di Jean Grémillon (1943)
- De Jeanne d'Arc à Philippe Pétain, regia di Sacha Guitry (1944), voce narrante
- Il piacere (Le Plaisir), regia di Max Ophüls (1951)
- I dialoghi delle Carmelitane (Dialogues des carmélites), regia di Raymond Leopold Bruckberger et Philippe Agostini (1959)
- Il giorno più lungo (The Longest Day), regia di Ken Annakin, Andrew Marton e Bernhard Wicki (1962)
- Non tirate il diavolo per la coda (Le Diable par la queue), regia di Philippe de Broca (1968)
- L'Humeur vagabonde, regia di Édouard Luntz (1971)
- La mandarina (La Mandarine), regia di Édouard Molinaro (1972)
- Des journées entières dans les arbres, regia di Marguerite Duras (1976)
- La luce del lago (La Lumière du lac), regia di Francesca Comencini (1988)

## Doppiatrici italiane
- Dina Perbellini in Il giorno più lungo
- Lydia Simoneschi in La mandarina